# Marlon Pérez Arango
Marlon Pérez Arango   (Támesis, 10 de gener de 1976 - El Carmen de Viboral, 4 d'octubre de 2024) fou un ciclista colombià, professional des del 1996 al 2012. Va combinar la carretera amb el ciclisme en pista i va destacar en la modalitat de contrarellotge. Va participar en tres Jocs Olímpics.
El 2013 es va anunciar que havia donat positiu en GW501516, una substància que incrementa la massa muscular i resistència a l'esforç. Va ser suspès per l'UCI.

## Palmarès en ruta
- 1996
  -  Campió de Colòmbia en contrarellotge
- 1997
  - Campió panamericà sub-23 en ruta
- 1998
  - Medalla d'or als Jocs Centreamericans i del Carib en contrarellotge
  - 1r a la Volta a Colòmbia sub-23
- 1999
  -  Campió de Colòmbia en contrarellotge
  - Vencedor d'una etapa de la Volta a l'Uruguai
  - Vencedor de 2 etapes del Clàssic RCN
- 2000
  - 1r al Tour Nord-Isère
  - Vencedor d'una etapa de la Volta a Colòmbia
- 2001
  -  Campió de Colòmbia en contrarellotge
  - Vencedor de 2 etapes de la Volta a Colòmbia
- 2002
  - Vencedor de 2 etapes de la Volta a Colòmbia
- 2003
  - Vencedor d'una etapa del Clàssic RCN
- 2004
  - Vencedor de 3 etapes de la Volta al Táchira
  - Vencedor d'una etapa del Tour de Langkawi
- 2005
  - Vencedor de 2 etapes de la Volta a Veneçuela
- 2010
  - Vencedor de 4 etapes del Clàssic RCN
- 2011
  - Medalla d'or als Jocs Panamericans en contrarellotge
  - Vencedor d'una etapa de la Volta a Colòmbia
  - Vencedor d'una etapa del Clàssic RCN
- 2012
  - Vencedor de 2 etapes de la Volta a Costa Rica

### Resultats al Giro d'Itàlia
- 2004. 40è de la classificació general
- 2005. Abandona (6a etapa)
- 2008. 90è de la classificació general

## Palmarès en pista
- 1994
  -  Campió del món júnior en puntuació
- 1996
  - Campió als Campionats Panamericans en Persecució per equips
- 1999
  - Medalla d'or als Jocs Panamericans en puntuació
- 2000
  - Campió als Campionats Panamericans en Persecució per equips

### Resultats a laCopa del Món en pista
- 2000
  - 1r a la Classificació general i a la prova de Cali, en Puntuació